# Cave In
Cave In és un grup de rock estatunidenc que es va fundar l'any 1995 a Methuen. El 1998, la seva formació es va consolidar amb la publicació d'Until Your Heart Stops a través d'Hydra Head Records, i els seus primers àlbums d'estudi van cridar l'atenció de l'escena metalcore. Més endavant, el grup va experimentar amb altres gèneres, obtenint un reconeixement general per l'àlbum del 2003 Antenna amb RCA Records i el seu senzill «Anchor», amb un estil rock alternatiu que els va permetre fer una gira europea com a teloners de Foo Fighters i Muse. El grup va fer una pausa el 2006 i es va reformar el 2009 amb la publicació de l'EP Planets of Old, seguit de l'LP White Silence el 2011, que representen un retorn al so original i més pesat de Cave In.

## Discografia
Àlbums d'estudi
- Until Your Heart Stops (1998)
- Jupiter (2000)[2]
- Antenna (2003)
- Perfect Pitch Black (2005)[3]
- White Silence (2011)
- Final Transmission (2019)
- Heavy Pendulum (2022)[4]